# Pseudophryne
Pseudophryne é um género de anfíbios anuros, de pequenas dimensões e terrestres. O género é composto por treze espécies, dez da Austrália ocidental e 3 da Austrália oriental. As espécies deste género colocam os seus ovos em solo húmido. Os girinos desenvolvem-se dentro dos ovos e quando atingem tamanho para sair do ovo, entram em dormência. Quando ocorre chuva suficiente para transportar os ovos para um curso de água, os girinos saem finalmente. Espécies deste género possuem a habilidade para formar híbridos  

## Taxonomia
O género é composto por treze espécies:
- Pseudophryne australis (Gray, 1835)
- Pseudophryne bibronii (Günther, 1859)
- Pseudophryne coriacea (Keferstein, 1868)
- Pseudophryne corroborree (Moore, 1953)
- Pseudophryne covacevichae,  (Ingram and Corben, 1994)
- Pseudophryne dendyi (Lucas, 1892)
- Pseudophryne douglasi (Main, 1964)
- Pseudophryne guentheri (Boulenger, 1882)
- Pseudophryne major (Parker, 1940)
- Pseudophryne occidentalis (Parker, 1940)
- Pseudophryne pengilleyi (Wells and Wellington, 1985)
- Pseudophryne raveni,  (Ingram and Corben, 1994)
- Pseudophryne semimarmorata (Lucas, 1892)